# Halysidota
Halysidota is een geslacht van vlinders van de familie spinneruilen (Erebidae).

## Soorten
- H. anapheoides Rothschild, 1909
- H. ata Watson, 1980
- H. atra Druce, 1884
- H. baritioides Rothschild, 1909
- H. brasiliensis Rothschild, 1909
- H. cinctipes Grote, 1866
- H. conflua Watson, 1980
- H. cyclozonata Hampson, 1901
- H. davisii Edwards, 1874
- H. donahuei Watson, 1980
- H. elota Möschler, 1886
- H. fuliginosa Rothschild, 1909
- H. fumosa Schaus, 1912
- H. grandis Rothschild, 1909
- H. grata Walker, 1866
- H. harrisii Walsh, 1864
- H. humosa Dognin, 1893
- H. instabilis Dyar, 1912
- H. insularis Rothschild, 1909
- H. intensa Rothschild, 1909
- H. interlineata Walker, 1855
- H. interstriata Hampson, 1901
- H. leda Druce, 1890
- H. masoni Schaus, 1895
- H. melaleuca Felder, 1874
- H. meridionalis Rothschild, 1909
- H. mexiconis Strand, 1919

- H. nigrilinea Watson, 1980
- H. orientalis Rothschild, 1909
- H. pearsoni Watson, 1980
- H. pectenella Watson, 1980
- H. rhoda Hampson, 1901
- H. roseofasciata Druce, 1906
- H. rusca Schaus, 1896
- H. ruscheweyhi Dyar, 1912
- H. sannionis Rothschild, 1909
- H. schausi Rothschild, 1909
- H. semibrunnea Druce, 1906
- H. steinbachi Rothschild, 1909
- H. striata Jones, 1908
- H. tessellaris Smith, 1797
- H. torniplaga Reich, 1935
- H. triphylia Druce, 1896
- H. tucumanicola Strand, 1919
- H. underwoodi Rothschild, 1909
- H. yapacaniae Watson, 1980